# Bombolles
Les bombolles són un tipus d'espeleotema consistent en minúscules concrecions de carbonat de calci, de forma ovoïdal i d'uns 5 mm de diàmetre, que suren formant grans grups sobre la superfície tranquil·la i quieta de gours. S'han descobert a la Cova des Pas de Vallgornera, al migjorn de Mallorca.